# Prosiecka dolina
Prosiecka dolina je krasové údolí v Chočských vrších na Slovensku. Údolí je chráněno jako národní přírodní rezervace. Leží v katastrálním území obce Prosiek v okrese Liptovský Mikuláš v Žilinském kraji. Chráněné území bylo vyhlášeno v roce 1967 a jeho rozloha je 341,73 hektaru. Předmětem ochrany je krasový reliéf, patnáct metrů vysoký vodopád v bočním údolí a pestrá společenstva s výskytem chráněných druhů rostlin a živočichů. Délka údolí je 3,5 km. Začíná na horských loukách Svoradu a vyúsťuje v blízkosti podhorské obce Prosiek.

## Geologie

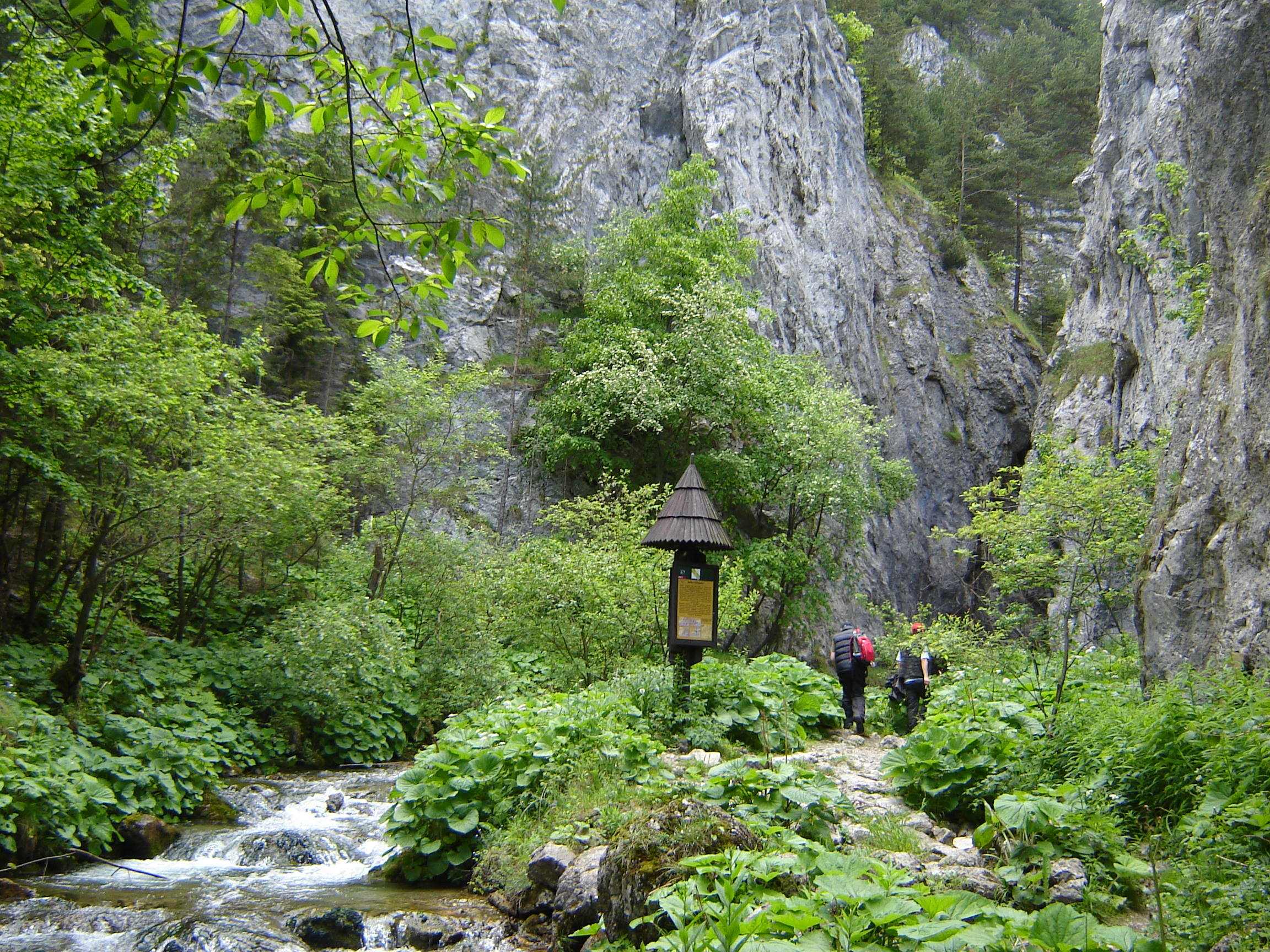
Soutěska Vrát

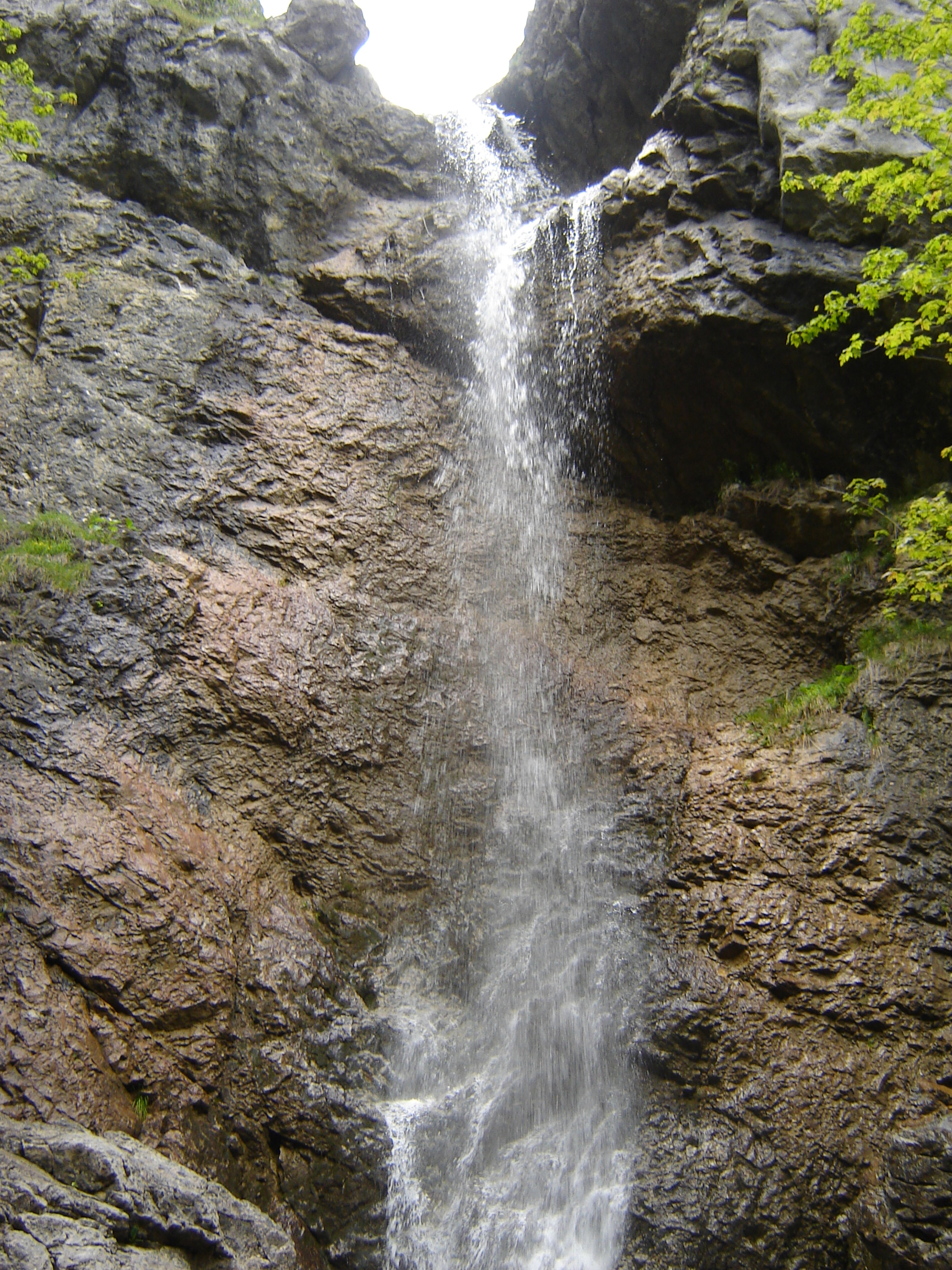
Vodopád v Prosiecké dolině

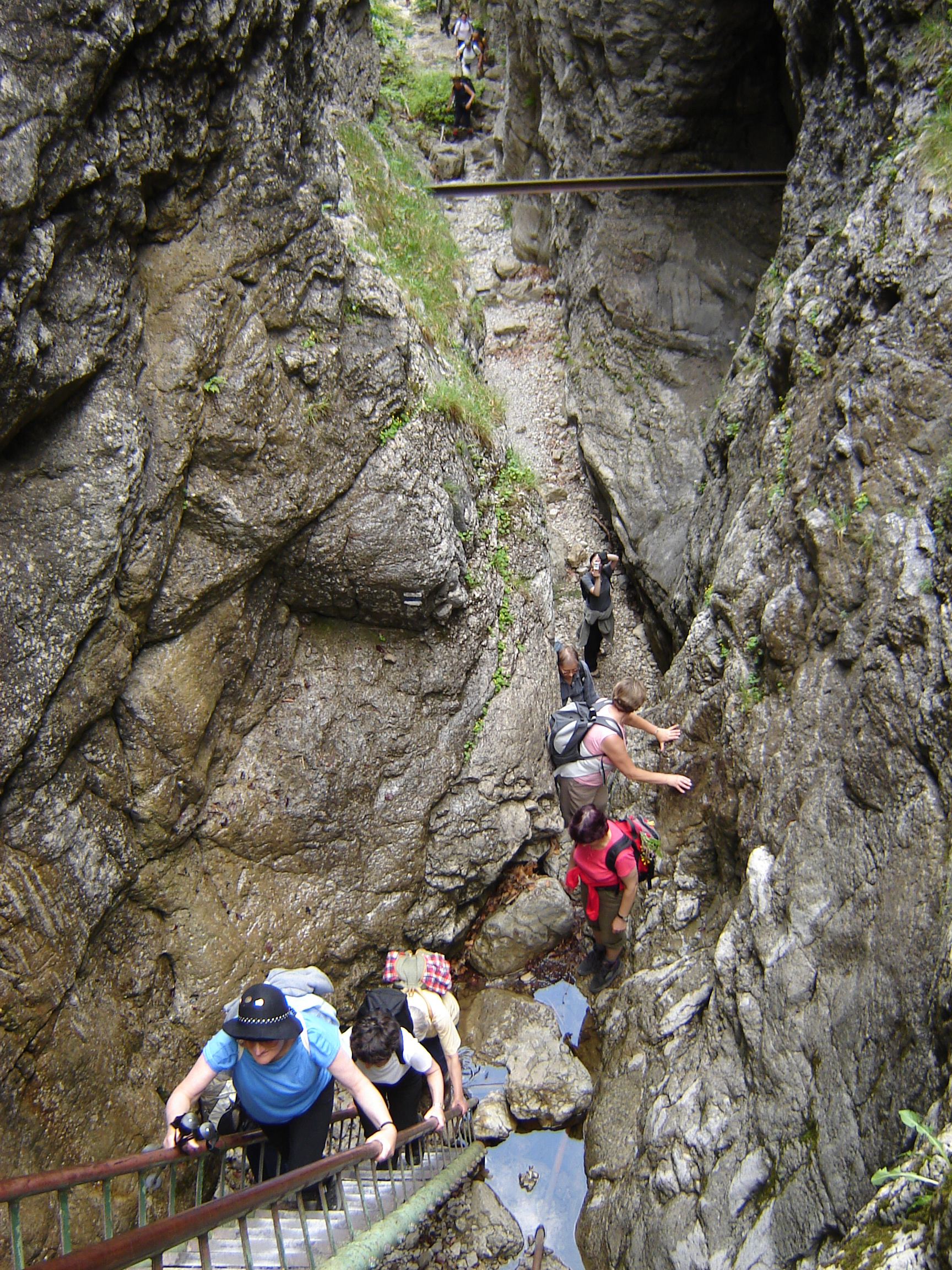
Turisté na žebřících

Z geologického hlediska jde o krasové kaňonovité údolí potoka Prosiečanka. Dolina je tvořena vápenci a dolomity, podobně jako celé Chočské vrchy. Erozní činnost Prosiečanky vymodelovala typický krasový vzhled doliny, který se projevuje četnými skalními bradly a věžemi tvořenými z odolnějších vápenců. Typickým vnějším krasovým znakem jsou i četné soutěsky, zejména na začátku a v závěru doliny. V údolí se nachází několik vyvěraček a ponorů (zejména na Svoradě). Souvrství vápenců a dolomitů vytvářejí ideální podmínky pro vznik jeskyní, z nichž je nejznámější Prosiecká jeskyně.

## Rostlinstvo
Flóra Prosiecké doliny je typická pro vápencové podloží. Z hlediska vegetace patří do bukové oblasti s četnými bukovými lesy a jedlovými bučinami. Členitý reliéf v kombinaci se silným zahloubením a častými teplotními inverzemi způsobily udržení se chladnomilných až alpinských druhů rostlin jako reliktních společenstev. Příkladem je výskyt plesnivce alpského. Tento jev se nazývá inverze rostlin.

## Turistika
Prosiecka dolina bývá považována za nejkrásnější dolinu zejména pro krasové útvary a pestrost rostlinstva. Čtenáři časopisu Krásy Slovenska ji označili za nejkrásnější dolinu Slovenska. Mezi největší lákadla patří vodopád v závěru doliny, ke kterému se dá dostat z rozcestí Vidová po žebřících vedoucích po skalách v tiesňavě.
Dolinou vede naučná stezka, na které jsou instalovány početné informační tabule popisující její charakteristiky. Stezka začíná v obci Prosiek a vede po modré turistické značce napříč celou dolinou. Pod bradlem Kubín odbočuje k žebříkům směrem na louky Svoradu, odkud možné dále pokračovat po:
- modré značce dále přes Sekané na Veľké Borové a podél potoka Borovianka na Horný mlyn, kde se připojuje zelená značka a pokračuje do Kvačianské doliny, kde se připojí na červenou značku vedoucí do obce Kvačany.
- zelené značce – doprava na Prosečné (1372 m), odkud pokračuje přes sedlo Ostruky k Hornému mlynu, kde se napojí na modrou značku, která pokračuje do Kvačianské doliny, která má podobný charakter jako Prosiecka dolina.
- zelené značce – doleva přes sedlo Rovné na Heliaš (Heliašská priepasť), potom pokračovat přes sedlo Pravnáč až do obce Liptovská Anna.

Zelený chodník lze použít jako alternativní cestu z Liptovské kotliny (Liptovské Anny) přes Svorad do Kvačianské doliny.